# Pico do Gavião

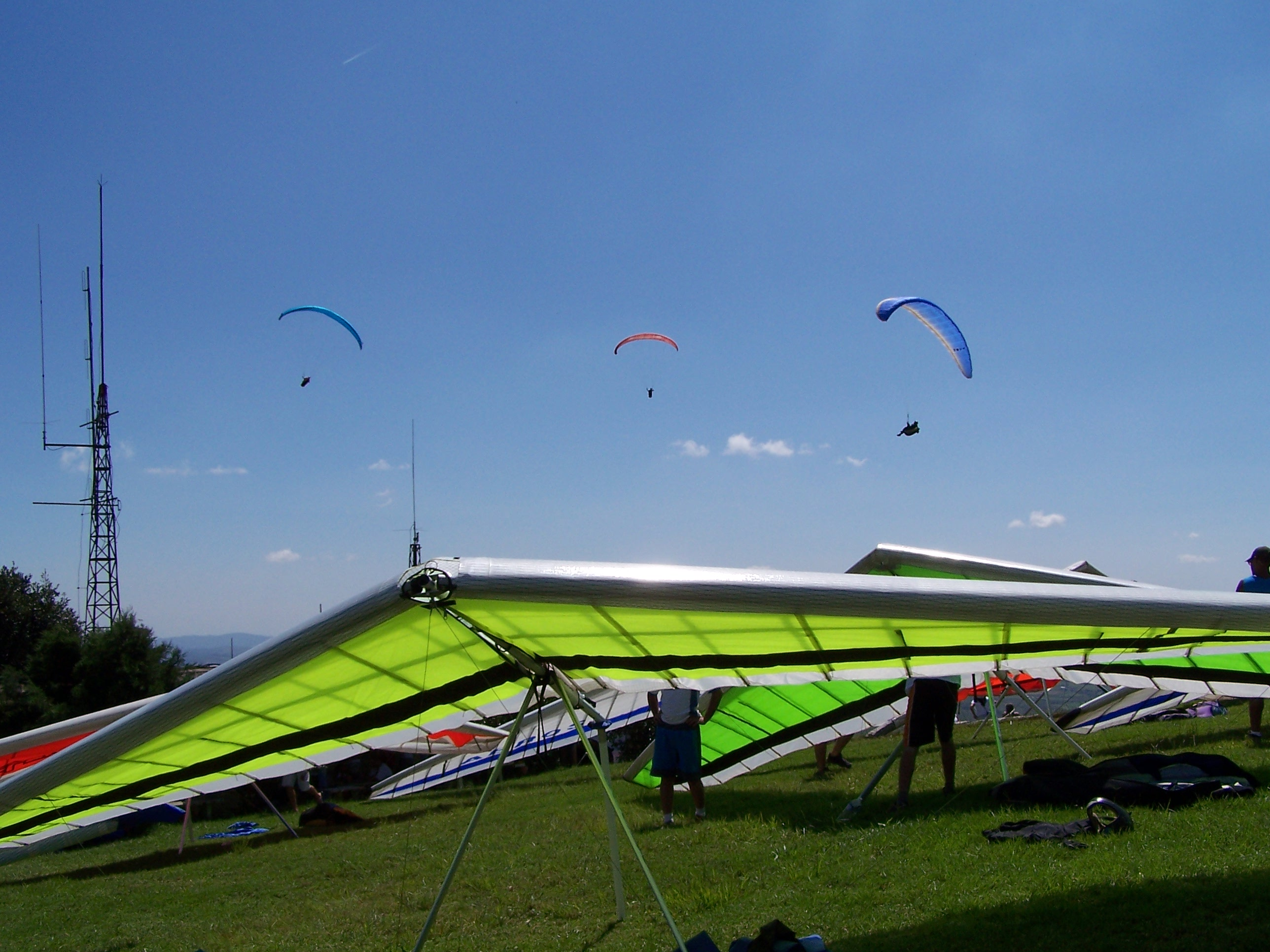
Decolagens no Pico do Gavião

O pico do Gavião é uma elevação montanhosa localizada na Serra da Mantiqueira na divisa dos municípios de Andradas e Águas da Prata.
Considerado como um dos melhores locais do mundo para a prática de voo livre, a vista a partir do alto dos seus 1 663 m de altitude contempla várias cidades da região. Já recebeu etapas de campeonatos nacionais e internacionais.